# Lynn (Colorado)
Lynn es un lugar designado por el censo ubicado en el condado de Las Ánimas en el estado estadounidense de Colorado. En el Censo de 2010 tenía una población de 12 habitantes y una densidad poblacional de 6,46 personas por km².

## Geografía
Lynn se encuentra ubicado en las coordenadas 37°25′19″N 104°38′35″O / 37.42194, -104.64306. Según la Oficina del Censo de los Estados Unidos, Lynn tiene una superficie total de 1.86 km², de la cual 1.86 km² corresponden a tierra firme y (0%) 0 km² es agua.

## Demografía
Según el censo de 2010, había 12 personas residiendo en Lynn. La densidad de población era de 6,46 hab./km². De los 12 habitantes, Lynn estaba compuesto por el 91.67% blancos, el 0% eran afroamericanos, el 0% eran amerindios, el 8.33% eran asiáticos, el 0% eran isleños del Pacífico, el 0% eran de otras razas y el 0% pertenecían a dos o más razas. Del total de la población el 66.67% eran hispanos o latinos de cualquier raza.